# Unione Sportiva Carrarese "Pietrino Binelli" 1939-1940
Questa voce raccoglie le informazioni riguardanti l'Unione Sportiva Carrarese "Pietrino Binelli" nelle competizioni ufficiali della stagione 1939-1940.

## Rosa
| N. |                   | Ruolo | Calciatore           |
| -- | ----------------- | ----- | -------------------- |
|    | Italia (bandiera) | P     | Pietro Angelini      |
|    | Italia (bandiera) | A     | Tristano Bacchilega  |
|    | Italia (bandiera) | D     | Domenico Bassi       |
|    | Italia (bandiera) | A     | Giuseppe Battistini  |
|    | Italia (bandiera) | P     | Silvio Battistini    |
|    | Italia (bandiera) | A     | C. Bernacca          |
|    | Italia (bandiera) | D     | Cesare Bordighoni    |
|    | Italia (bandiera) | C     | Filiberto Croci      |
|    | Italia (bandiera) | C     | G. Della Vedova      |
|    | Italia (bandiera) | C     | Giuseppe Del Chiappo |
|    | Italia (bandiera) | D     | Vladimiro Demi       |
|    | Italia (bandiera) | A     | Erasmo Franzoni      |
|    | Italia (bandiera) | A     | E. Geloni            |
|    | Italia (bandiera) | A     | Almo Gerini          |

| N. |                   | Ruolo | Calciatore       |
| -- | ----------------- | ----- | ---------------- |
|    | Italia (bandiera) | A     | Antonio Giordani |
|    | Italia (bandiera) | A     | Brian Guelfi     |
|    | Italia (bandiera) | C     | P. Isoppi        |
|    | Italia (bandiera) | D     | Mario Lattanzi   |
|    | Italia (bandiera) | C     | Renato Lori      |
|    | Italia (bandiera) | C     | Leandro Menconi  |
|    | Italia (bandiera) | C     | Aldo Penso       |
|    | Italia (bandiera) | A     | Giuseppe Pucci   |
|    | Italia (bandiera) | A     | P. Pucci         |
|    | Italia (bandiera) | A     | Odoardo Ricci    |
|    | Italia (bandiera) | C     | Pietro Tedeschi  |
|    | Italia (bandiera) | D     | G. Tonarelli     |
|    | Italia (bandiera) | A     | Pietro Vatteroni |